# 西南樱桃
西南樱桃（学名：Cerasus duclouxii）是蔷薇科樱属的植物，为中国的特有植物。分布在中国大陆的四川、云南等地，生长于海拔2,300米的地区，多生在山谷林中，目前尚未由人工引种栽培。